# 浜焼き鯖
浜焼き鯖（はまやきさば）とは、京都及び福井県若狭地方の名物。
サバは水揚げされると腐りやすいため、焼き上げることで長く保存できる。若狭から京都へ運搬する際の保存方法として考え出された。

## 概要
若狭湾は、日本海の暖流と寒流が入り込むところで、リアス式海岸となっており、そこでとれるサバは特に味が良いと言われている。若狭産のサバは、古くから京都では御馳走とされ、祇園祭の時には赤飯と共に晴れの食事として供されてきた。祇園祭には、今日では鱧（はも）寿司がもてはやされるが、江戸時代から続く呉服商であった、料理研究家の杉本節子の家に代々伝えられてきた「歳中覚(さいちゅうおぼえ)」と題する記録によると、祇園祭の食事は、鮎寿司か鯖寿司だったとのこと。

## 歴史
- 若狭は古くから、海に面していない京への、若狭湾で水揚げされた海産物の供給地であった。しかし若狭から京へは荷車の通行できない、山地を抜ける狭隘な山道しかなく、魚を天秤棒でかついで夜通し山道を歩き、京都へ売りに行く行商が盛んであった。その運搬に利用された道は鯖街道と呼ばれた。
- 京都では浜焼き鯖の他、鯖寿司に使用される「若狭ひとしおもの」と呼ばれる、塩を振りかけた状態の生のサバや、笹かれい・ぐじ等も運ばれて食されてきた。